# Diospyros geminata
Diospyros geminata är en tvåhjärtbladig växtart som först beskrevs av Robert Brown, och fick sitt nu gällande namn av F.Muell. Diospyros geminata ingår i släktet Diospyros och familjen Ebenaceae.